# Galeopsis segetum
La canapetta campestre (nome scientifico Galeopsis segetum Neck., 1770) è una piccola pianta erbacea dai fiori labiati appartenente alla famiglia delle Lamiaceae.

## Etimologia
Linneo nel 1753 nel creare il nome generico di queste piante ha pensato indubbiamente alla forma di “elmo” del labbro superiore della corolla. Galeopsis è un antico nome greco/latino (derivato da "galea" = casco) già usato da Gaio Plinio Secondo (Como, 23 – Stabiae, 25 agosto 79]), scrittore, ammiraglio e naturalista romano, per qualche pianta simile alle ortiche. L'epiteto specifico (segetum) indica l'habitat abituale di questa specie: i campi di grano e di mais (cresce in preferenza fra le colture).
Il nome scientifico della specie stato definito per la prima volta dal botanico e fisico belga Noel Martin Joseph de Necker (1730 - 1793) nella pubblicazione "Historia et Commentationes Academiae Electoralis Scientiarum et Elegantiorum Litterarum Theodoro-Palatinae. Mannheim - 2: 474 (1770)" del 1770.

## Descrizione

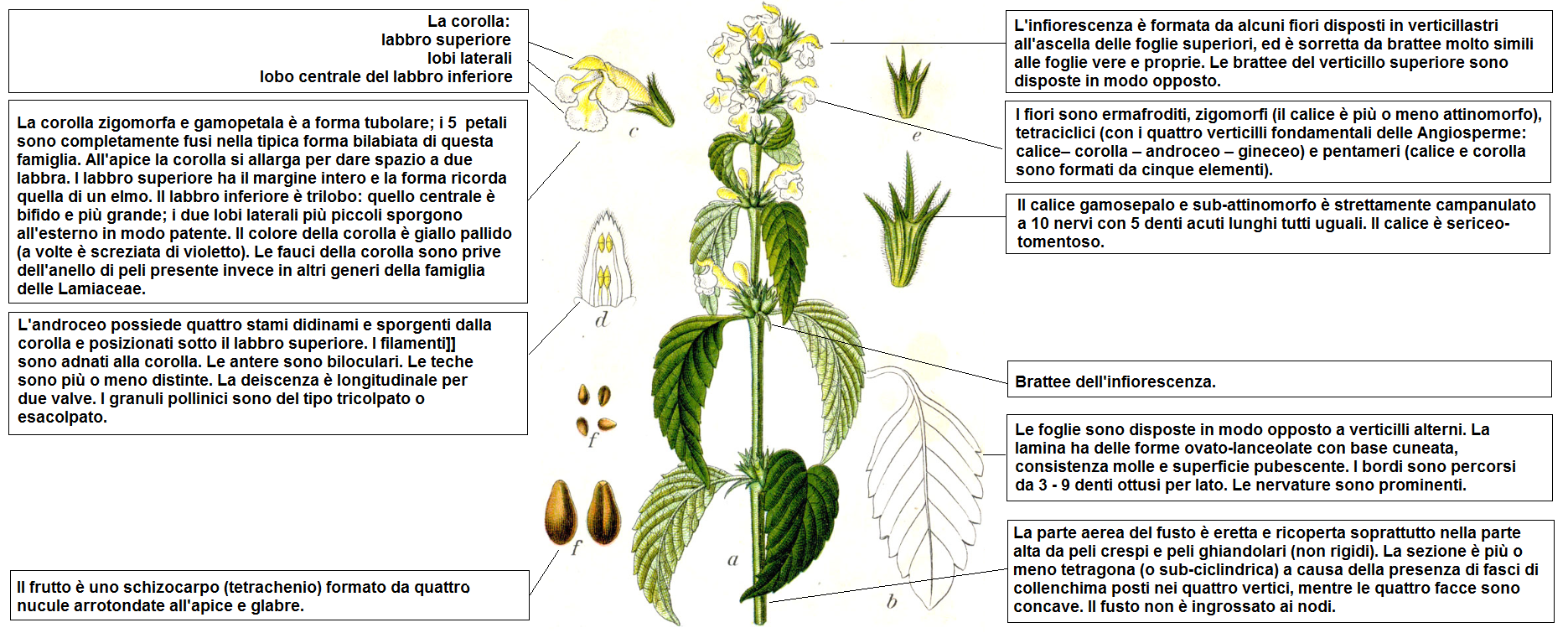
Descrizione delle parti della pianta

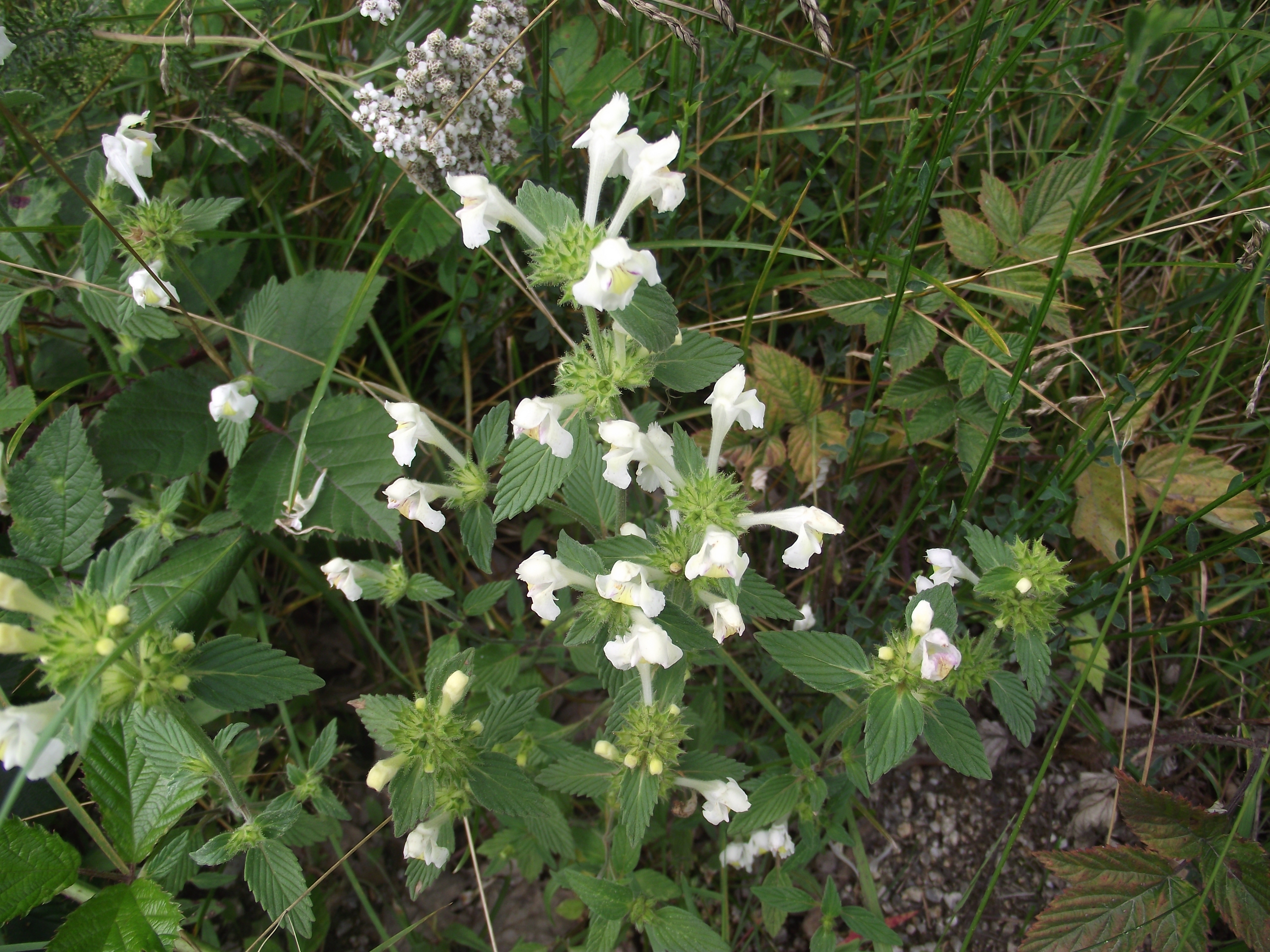
Il portamento

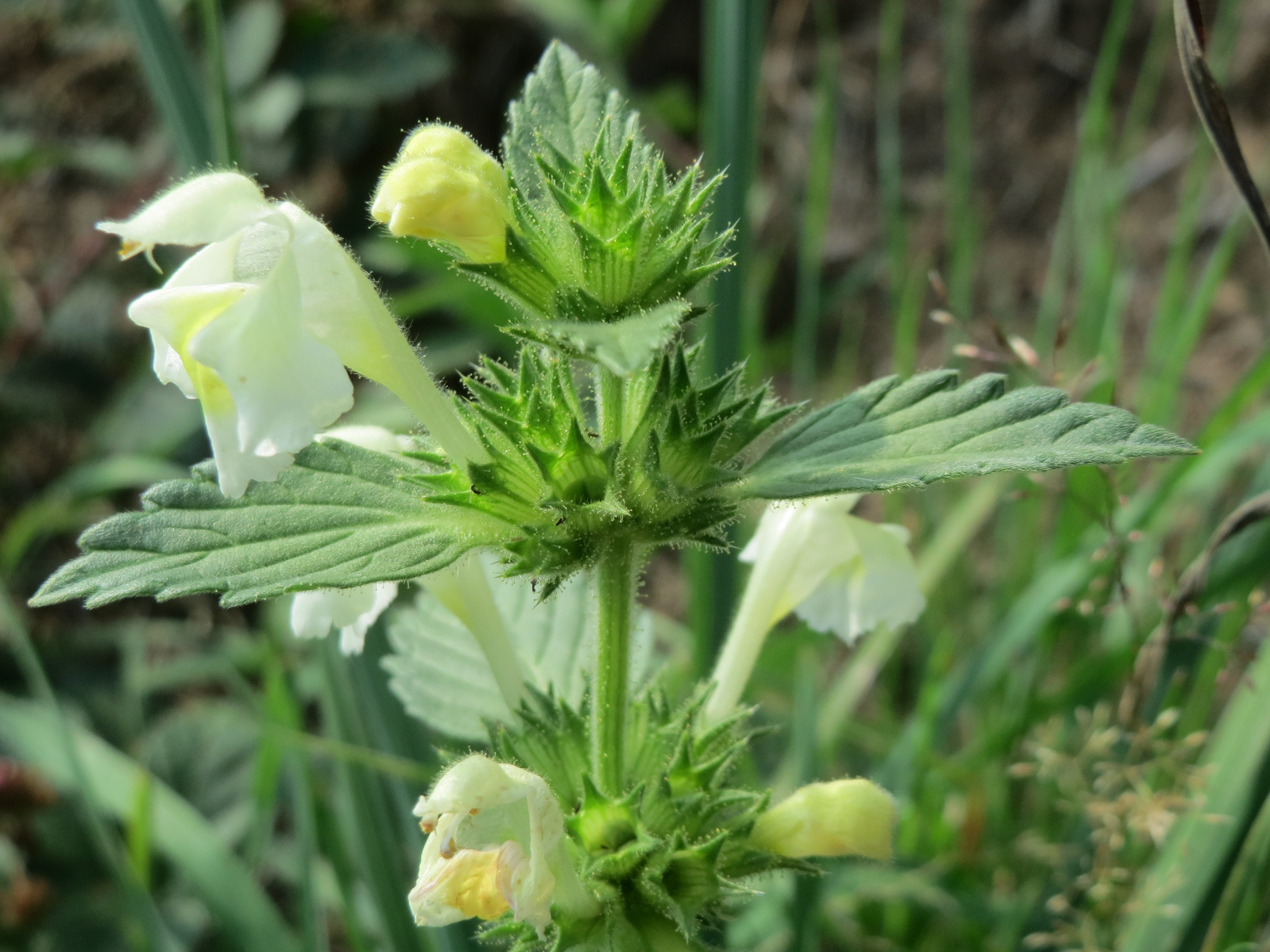
Le foglie

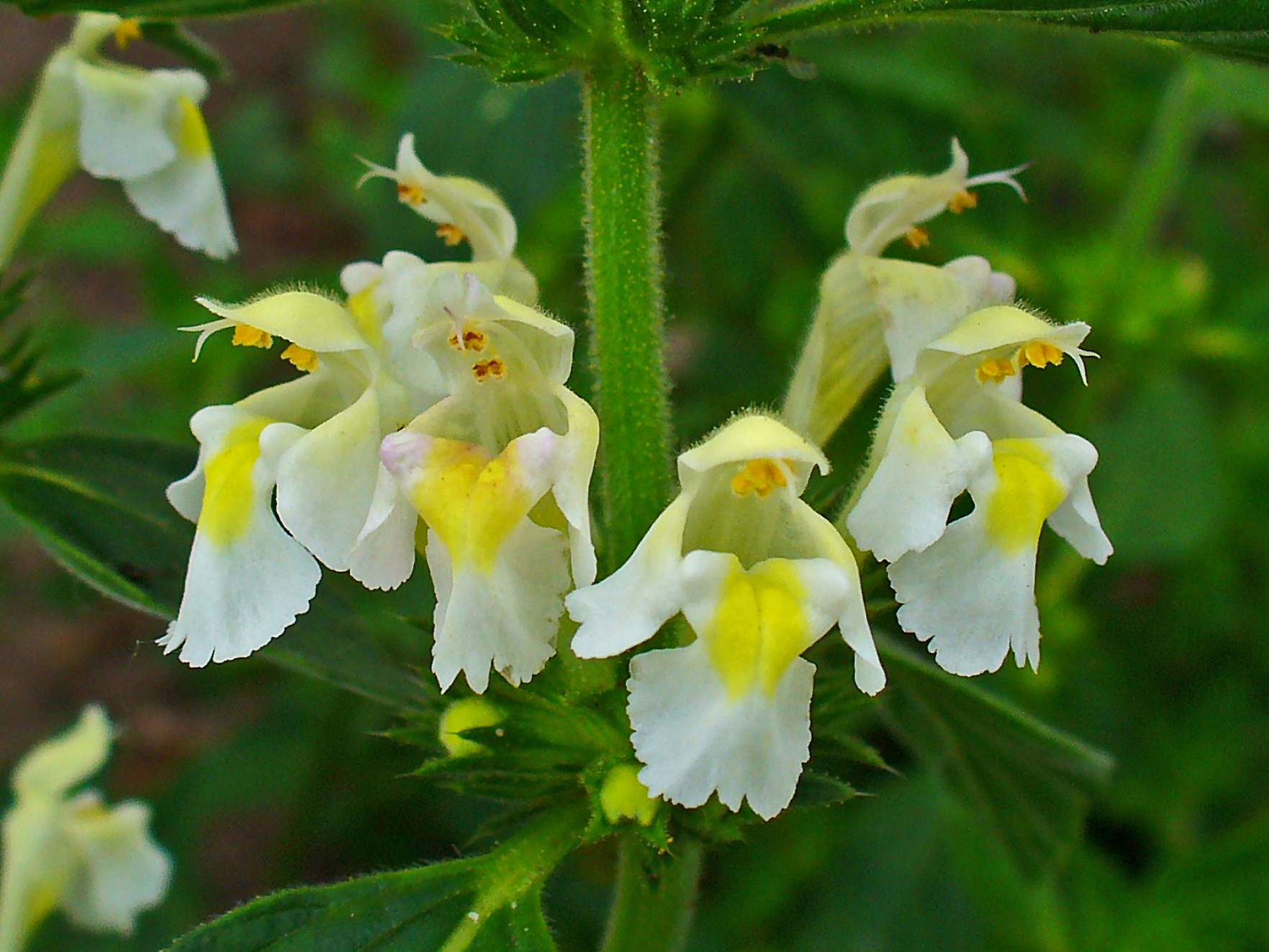
Infiorescenza

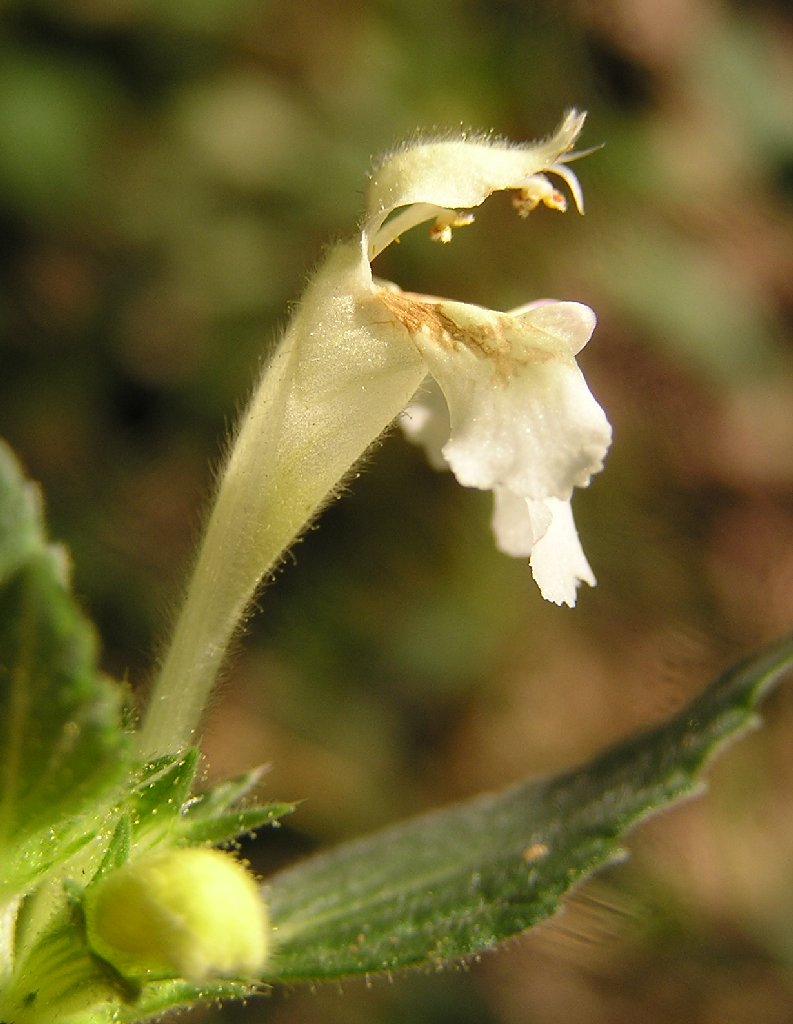
I fiori

Questa specie di piante può raggiungere i 10 – 30 cm di altezza. La forma biologica è terofita scaposa (T scap), ossia in generale sono piante erbacee che differiscono dalle altre forme biologiche poiché, essendo annuali, superano la stagione avversa sotto forma di seme e sono munite di asse fiorale eretto e spesso privo di foglie.

### Radici
Le radici sono del tipo a fittone.

### Fusto
La parte aerea del fusto è eretta e ricoperta, soprattutto nella zona alta, da peli crespi e peli ghiandolari (non rigidi). La sezione è più o meno tetragona (o sub-cilindrica) a causa della presenza di fasci di collenchima posti nei quattro vertici, mentre le quattro facce sono concave. Il fusto non è ingrossato ai nodi.

### Foglie
Le foglie sono disposte in modo opposto a verticilli alterni. La lamina ha delle forme ovato-lanceolate con base cuneata, consistenza molle e superficie pubescente. I bordi sono percorsi da 3 - 9 denti ottusi per lato. Le nervature sono prominenti. Dimensione delle foglie: larghezza 0,5 – 2 cm; lunghezza 2 – 4 cm.

### Infiorescenza
L'infiorescenza è formata da alcuni fiori disposti in verticillastri all'ascella delle foglie superiori, ed è sorretta da brattee molto simili alle foglie vere e proprie. Le brattee del verticillo superiore sono disposte in modo opposto.

### Fiore
I fiori sono ermafroditi, zigomorfi (il calice è più o meno attinomorfo), tetraciclici (con i quattro verticilli fondamentali delle Angiosperme: calice– corolla – androceo – gineceo) e pentameri (calice e corolla sono formati da cinque elementi). Lunghezza del fiore: 20 – 35 mm.
- Formula fiorale. Per questa specie la formula fiorale della famiglia è la seguente:[9][11]

X, K (5), [C (2+3), A 2+2], G (2), supero, drupa (4 nucole)
- Calice: il calice gamosepalo e sub-attinomorfo è strettamente campanulato a 10 nervi con 5 denti acuti lunghi più o meno uguali. Il calice è sericeo-tomentoso. Dimensione del tubo calicino: 6 – 7 mm; lunghezza dei denti 3 mm.
- Corolla: la corolla zigomorfa e gamopetala è a forma tubolare; i 4[12]/5 petali sono completamente fusi nella tipica forma bilabiata di questa famiglia. All'apice la corolla si allarga per dare spazio a due labbra. I labbro superiore ha il margine intero e la forma ricorda quella di un elmo. Il labbro inferiore è trilobo: quello centrale è bifido e più grande; i due lobi laterali più piccoli sporgono all'esterno in modo patente. Il colore della corolla è giallo pallido (a volte è screziata di violetto). Le fauci della corolla sono prive dell'anello di peli presente invece in altri generi della famiglia delle Lamiaceae. Dimensione della corolla: 20 – 30 mm.
- Androceo: l'androceo possiede quattro stami didinami e sporgenti dalla corolla e posizionati sotto il labbro superiore. I filamenti sono adnati alla corolla. Le antere sono biloculari. Le teche sono più o meno distinte. La deiscenza è longitudinale per due valve. I granuli pollinici sono del tipo tricolpato o esacolpato.
- Gineceo: l'ovario (tetraloculare) è supero formato da 2 carpelli saldati (ovario bicarpellare). Lo stilo, inserito alla base dell'ovario (stilo ginobasico), ha lo stigma bifido.
- Fioritura: da luglio a agosto (ottobre).

### Frutti
Il frutto è uno schizocarpo (tetrachenio) formato da quattro nucule arrotondate all'apice e glabre.

## Riproduzione
- Impollinazione: l'impollinazione avviene tramite insetti (impollinazione entomogama) mediante ditteri, imenotteri, e lepidotteri (meno frequentemente).[8]
- Riproduzione: la fecondazione avviene fondamentalmente tramite l'impollinazione dei fiori (vedi sopra).
- Dispersione: i semi cadendo a terra sono dispersi soprattutto da insetti tipo formiche (disseminazione mirmecoria).

## Distribuzione e habitat

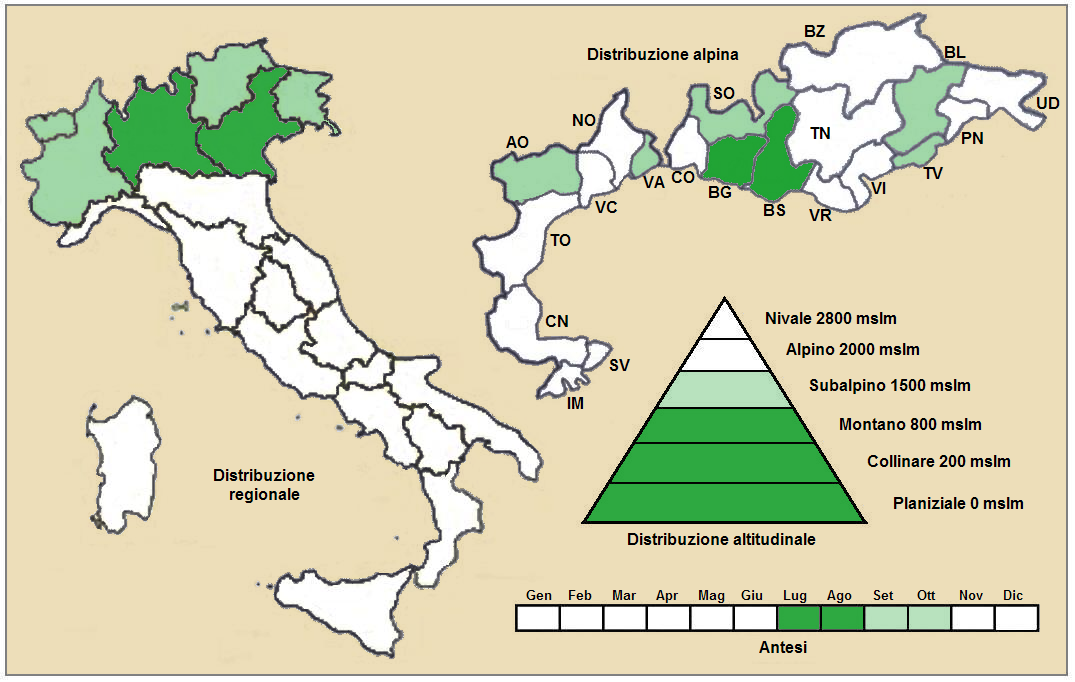
Distribuzione della pianta
(Distribuzione regionale – Distribuzione alpina)

- Geoelemento: il tipo corologico (area di origine) è Subatlantico o anche Ovest Europeo.
- Distribuzione: in Italia è una specie rara e si trova solamente nel Nord-Est. Nelle Alpi è presente in alcune aree del centro. Fuori dall'Italia, sempre nelle Alpi, questa specie si trova in Francia (dipartimenti di Drôme, Isère e Savoia) e in Svizzera (cantone Vallese). Sugli altri rilievi europei collegati alle Alpi si trova nella Foresta Nera, Vosgi, Massiccio del Giura, Massiccio Centrale e Pirenei.[14]
- Habitat: l'habitat tipico per questa pianta sono i campi (le colture di grano e mais), le ghiaie e le aree ruderali. Il substrato preferito è siliceo con pH acido, medi valori nutrizionali del terreno che deve essere mediamente umido.[14]
- Distribuzione altitudinale: sui rilievi queste piante si possono trovare fino a 1500 m s.l.m.; frequentano quindi i seguenti piani vegetazionali: collinare, montano e in parte quello subalpino (oltre a quello planiziale – a livello del mare).

### Fitosociologia
Dal punto di vista fitosociologico alpino Galeopsis segetum appartiene alla seguente comunità vegetale:
- Formazione: comunità delle fessure, delle rupi e dei ghiaioni.

- Classe: Adiantetea

- Ordine: Galeopsietalia

- Alleanza: Galeopsion segetum

## Tassonomia
La famiglia di appartenenza della specie (Lamiaceae), molto numerosa con circa 250 generi e quasi 7000 specie, ha il principale centro di differenziazione nel bacino del Mediterraneo e sono piante per lo più xerofile (in Brasile sono presenti anche specie arboree). Per la presenza di sostanze aromatiche, molte specie di questa famiglia sono usate in cucina come condimento, in profumeria, liquoreria e farmacia. Il genere Galeopsis si compone di qualche decina di specie, otto delle quali vivono in Italia. Nelle classificazioni più vecchie la famiglia è chiamata Labiatae.
Il numero cromosomico di Galeopsis segetum è: 2n = 16..

### Sinonimi
Questa entità ha avuto nel tempo diverse nomenclature. L'elenco seguente indica alcuni tra i sinonimi più frequenti:
- Dalanum segetum (Neck.) Dostál
- Galeopsis cannabina  (L.) Pollich
- Galeopsis conillii  Sennen
- Galeopsis dubia  Leers
- Galeopsis elegans  Boreau
- Galeopsis grandiflora  Roth
- Galeopsis ochroleuca  Lam.
- Galeopsis segetum var. aranensis  O.Bolòs & Vigo
- Galeopsis segetum f. glabra  J.Duvign.
- Galeopsis tetrahit var. cannabina  L.
- Galeopsis villosa  Huds.
- Ladanella segetum  (Neck.) Pouzar & Slavíková
- Ladanum dubium  (Leers) Kuntze
- Ladanum luteum  Gilib.
- Ladanum ochroleucum  (Lam.) Slavíková
- Tetrahit longiflorum  Moench

## Usi

### Farmacia
Secondo la medicina popolare questa pianta ha le seguenti proprietà medicamentose:
- astringente (limita la secrezione dei liquidi);
- diuretica (facilita il rilascio dell'urina);
- espettorante (favorisce l'espulsione delle secrezioni bronchiali).

## Altre notizie
La galeopside delle messi in altre lingue è chiamata nei seguenti modi:
- (DE)  Gelber Hohlzahn, Bleiche Hanfnessel
- (FR)  Galéopsis des moissons
- (EN)  Downy Hemp-nettle